# Ilhas Jónicas (periferia)
Ilhas Jónicas (português europeu) ou Ilhas Jônicas (português brasileiro) (em grego:  Περιφέρεια Ιονίων Νήσων) é uma periferia da Grécia. A moderna região das Ilhas Jónicas não inclui a ilha de Kythera, que historicamente lhe pertencia, mas que foi incluída na periferia da Ática.
A região surgiu com a reforma administrativa de 1987, e compreendia as prefeituras de Corfu, Cefalónia e Ítaca, Leucádia e Zacinto.
Em 2010, com o plano Kallikratis, os seus poderes e autoridade foram redefinidos e estendidos. Tal como a Grécia Ocidental e o Peloponeso, é supervisionada pela Administração Descentralizada do Peloponeso, Grécia Ocidental e Ilhas Jónicas, com sede em Patras. A região tem sede em Corfu e divide-se em 5 unidades regionals:
- Corfu
- Ítaca
- Cefalónia
- Leucádia
- Zacinto

O governador da região é, desde 1 de janeiro de 2011, Spyros Spyrou, eleito pelo partido Nova Democracia.